# 1512 w literaturze
Wydarzenia literackie w 1512 roku.

## Urodzili się
- 11 listopada – Marcin Kromer, polski duchowny i humanista (zm. 1589)
- Cristóvão Falcão, portugalski poeta (zm. 1557)
- Thomas Sébillet, francuski pisarz